# Mike Higgins
Michael Scott Higgins, detto Mike (Grand Island, 17 febbraio 1967), è un ex cestista statunitense con cittadinanza spagnola, professionista nella NBA, in Europa, Asia e Sudamerica.